# Jean Galabru
Pour les articles homonymes, voir Galabru (homonymie).
 (janvier 2017).
Jean Galabru, né le 14 octobre 1960 à Paris, est un dramaturge, metteur en scène, comédien et pianiste français. Il est le fils du comédien Michel Galabru et de Anne Jacquot. Il est le frère de Philippe Galabru (né en 1970),, et le demi-frère de Emmanuelle Galabru (née en 1976),
Il a également enseigné le théâtre au sein du Cours Galabru, école de théâtre fondée par son père Michel.

## Théâtre
- La Femme du boulanger de Marcel Pagnol (adaptation et mise en scène)
- La Poule aux œufs d'or de Jean Galabru (auteur et acteur)
- Les Casseroles de Jean Galabru (auteur)
- Les Marchands de gloire de Marcel Pagnol (acteur), mise en scène de Michel Fagadau
- Le Faiseur d'Honoré de Balzac (adaptateur et acteur)
- On purge bébé de Georges Feydeau (acteur)
- Turcaret d'Alain-René Lesage (adaptateur et acteur)
- Mais n'te promène donc pas toute nue ! de Georges Feydeau (acteur)
- Les affaires sont les affaires d'Octave Mirbeau (adaptateur et acteur)
- Bon appétit messieurs de Jean Galabru (auteur et acteur), mise en scène de Jean-Pierre Dravel
- Moi d'Eugène Labiche (adaptateur et acteur)
- Les Rustres de Carlo Goldoni (adaptateur et acteur), mise en scène de Francis Joffo
- Monsieur Amédée (tournée)
- Champagne pour tout le monde, mise en scène Daniel Colas, Théâtre des Mathurins
- Chat en poche de Georges Feydeau (mise en scène)
- Lettres de mon moulin de Marcel Pagnol (mise en scène)
- Jofroi d'après Jean Giono et Marcel Pagnol, mise en scène Jean-Claude Baudracco, tournée

## Filmographie
- 1999 : Le Faiseur (TV)
- 2010 : La Femme du boulanger (TV)
- 2012 : Tartarin de Tarascon de Jérôme Savary, mise en scène Jérôme Savary, théâtre André Malraux (Rueil-Malmaison) ; retransmission en direct sur France 2 le 27 décembre 2012.